# Специализированный вагон
Специализированный вагон — грузовой вагон для перевозки определённого груза или группы близких по свойствам грузов. Конструкция специализированного вагона приспособлена для удобной погрузки, экономичной транспортировки и быстрой механизированной выгрузки.

## Типы специализированных вагонов

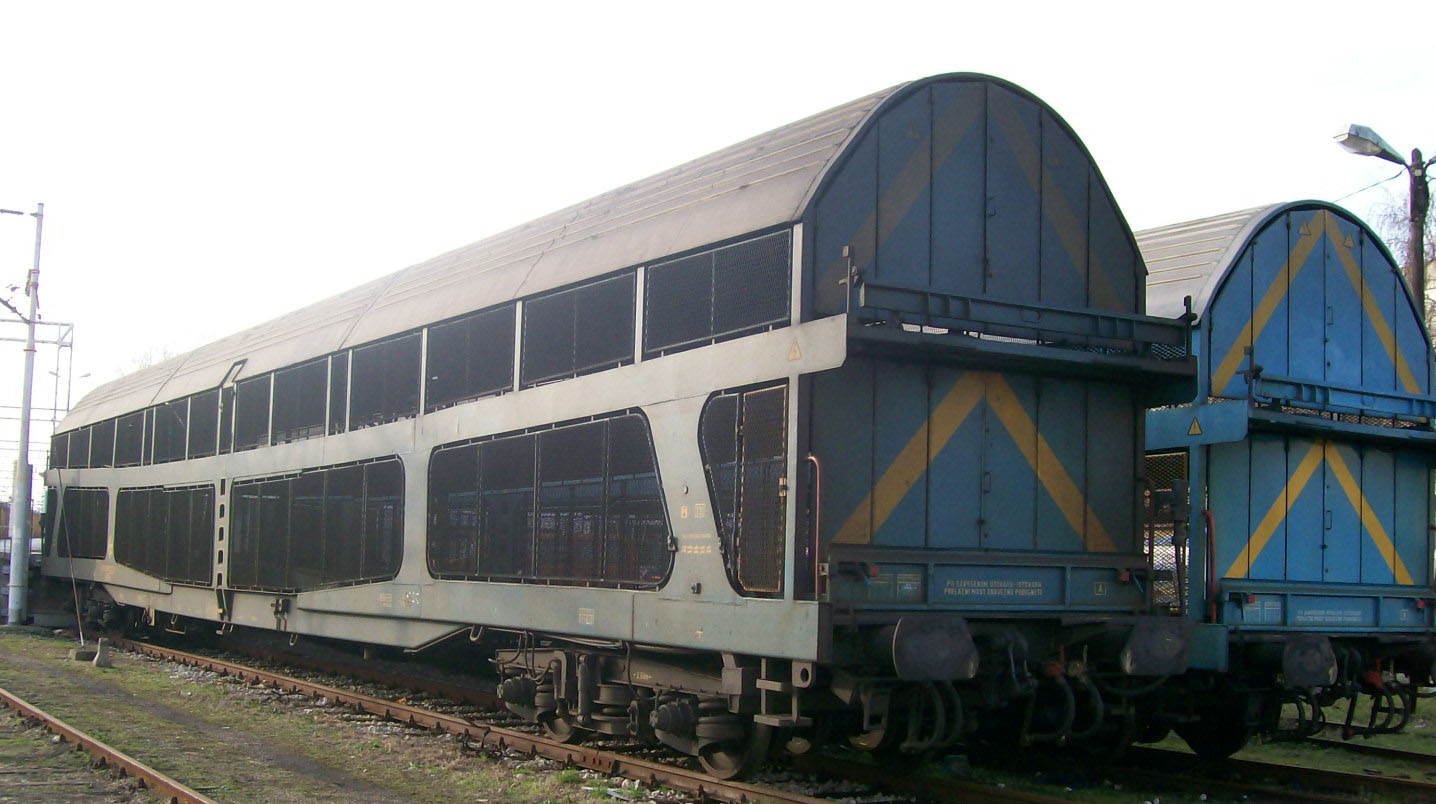
Крытый вагон для перевозки легковых автомобилей

К специализированным вагонам относятся:
- полувагоны с глухим кузовом (без дверей и люков) для перевозки руды, угля и других насыпных грузов, мелких деталей
- полувагоны для технологической щепы
- платформы для большегрузных контейнеров, легковых автомобилей, лесных грузов
- саморазгружающиеся вагоны-хопперы для сыпучих грузов
- крытые вагоны для холоднокатаной стали, бумаги, легковых автомобилей, скота
- вагоны-цистерны для кислот и других химических продуктов, сжиженных газов, пищевых продуктов, порошкообразных и затвердевающих грузов
- вагоны бункерного типа с несколькими вертикальными ёмкостями для муки, полимерных материалов, нефтебитума
- вагоны-рефрижераторы для перевозки скоропортящихся пищевых грузов

## Применение
Специализированные вагоны широко применяются в промышленном транспорте.
На магистральных железных дорогах в грузовых перевозках используются специализированные вагоны большой грузоподъёмности:
- Восьмиосный полувагон с глухим кузовом грузоподъёмностью 105 тонн предназначен для перевозки крупнокусковой медной руды с мест добычи до металлургических предприятий. Вагон имеет мощную раму и трёхслойный пол, состоящий из нижнего пола толщиной 6 мм, верхнего толщиной 10 мм (из стальных листов) и прослойки между ними из деревянных брусков толщиной 100 мм, служащих для амортизации ударов падающего при погрузке груза.

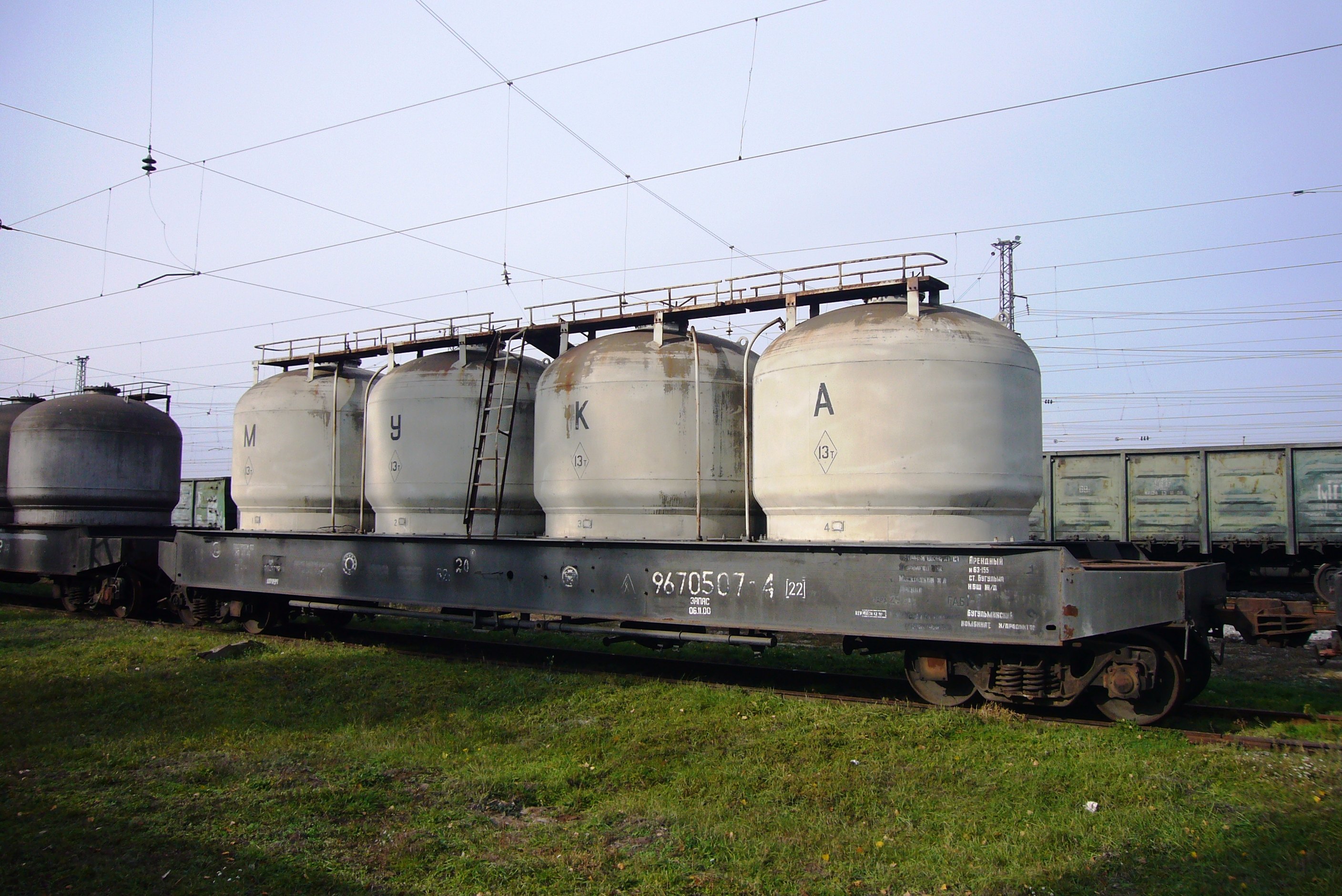
Специализированный вагон для перевозки муки

- Четырёхосный полувагон грузоподъёмностью 58 тонн с объёмом кузова 154 м³ применяют для перевозки технологической щепы от мест её производства на предприятия целлюлозно-бумажной промышленности. Щепа выгружается через люки в полу кузова вагона. Кузов полувагона оборудован устройствами против выдувания щепы при транспортировке.
- Специализированный вагон бункерного типа с вертикальными ёмкостями предназначаются для бестарной перевозки гранулированных полимерных материалов, муки. Четыре вертикальные ёмкости коническо-цилиндрической формы с наружным диаметром 3200 мм из алюминиевого сплава или нержавеющей стали размещаются на стальной сварной раме, которая не имеет сквозной хребтовой балки. Грузовые ёмкости снабжены верхними загрузочными люками с плотно закрывающимися крышками и нижними разгрузочными устройствами в виде патрубков. Ёмкости вагонов для муки и полимерных материалов унифицированы и отличаются только нижним разгрузочным бункером, который в вагоне-муковозе оборудован устройством для аэрации муки.

## Конструктивные особенности
Специализированные вагоны магистральных железных дорог имеют типовые ходовые части, автосцепку и автоматические тормоза. Специализированные вагоны промышленных железных дорог оснащают специальными ходовыми частями, выдерживающими высокие осевые нагрузки (340 кН и более), усиленной автосцепкой и нестандартными тормозными  устройствами.